# 보령 선림사 목조석가여래좌상
보령 선림사 목조석가여래좌상(保寧 禪林寺 木造釋迦如來坐像)은 대한민국 충청남도 보령시 오천면 선림사에 있는 조선시대의 불상이다. 2011년 7월 20일 충청남도의 유형문화재 제216호로 지정되었다.

## 개요
선림사 석가여래좌상은 얼굴과 신체의 비례가 알맞고 무릎너비가 넓으며 앉은 자세가 깊어 전체적으로 안정감 있어 보이며 머리는 앞으로 많이 숙여 시각적으로 얼굴보다 머리가 커 보이지만 실제 크기는 얼굴이 더 크다. 방형의 얼굴은 이마가 넓고 볼과 턱을 양감있게 조각하였고 코는 오똑하며 콧망울이 넓고 반개한 두 눈은 끝이 살짝 올라가게 처리하였으며 입술은 끝을 살짝 올려 미소를 짓게 표현하였다. 머리는 둥글고 육계와의 경계가 불분명하며, 나발을 크게 표현하고 머리 중앙과 정수리에는 중간계주와 정상계주가 있다. 목의 삼도(三道)는 아래부분에 표현하였으며, 넓고 둥그스름하게 어깨와 드러난 가슴은 당당하게 표현되어 있다. 수인은 왼손을 무릎위에 올려놓고 오른손은 무릎 아래로 내려뜨린 항마촉지인을 결하고 있으며 왼손은 별조하여 끼웠으며 오른손은 팔꿈치에서 이어 붙였다. 엄지와 중지를 결한 왼손이나 촉지인을 한 오른손은 조형이 섬세하고 선이 우아하다.
법의는 편단우견에 오른쪽 어깨를 반원형으로 덮는 착의법을 하고 있으며, 가슴부분에는 승각기가 가로지르고 있다. 뒤로 넘겨진 옷자락은 왼쪽 팔꿈치 부분에서 맞주름을 이루고 있으며 상체를 덮은 대의 옷주름은 간략하면서 양감있게 처리하였으며 양무릎의 옷자락은 팽팽하고 긴장감 넘치게 다리 아래로 3줄의 횡선이 생기게 조각하였다. 올려진 오른발에서 형성된 옷자락은 부채살 모양을 이루며 무릎 아래로 넓게 자연스럽게 펼쳐져 있고 왼손의 소매자락은 오른발을 덮으면서 동시에 발 아래로 삼각형의 모양을 만들며 옷자락이 접혀 있게 표현하였다. 사중에서는 불상의 복장에서 출토된 후령통(높이 6.6cm 지름 3.6cm)과 사방경, 묘법연화경 잔편, 다라니 잔편 등을 보관하고 있는데 모두 불상이 조성되던 시기에 납입했던 것으로 판단된다.
선림사 목조석가여래좌상은 제작시기와 조각승은 알려져 있지 않지만 상호표현과 신체 비례, 안정감 있는 자세 등에서 조선 후기의 조형감이 반영된 작품이다. 왼쪽어깨의 맞주름, 높은 무릎과 부채살로 퍼지는 옷자락과 오른쪽 발아래의 삼각형 옷자락 등에서 조선 후기 불상의 세부표현이 잘 드러나 있어 시대성과 예술성이 뛰어난 불상이다.

## 같이 보기
- 선림사

## 참고 자료
- 보령 선림사 목조석가여래좌상 - 국가유산청 국가유산포털